# Conus natalaurantius
Espèce
Conus natalaurantius est une espèce de mollusques gastéropodes marins de la famille des Conidae.
Comme toutes les espèces du genre Conus, ces escargots sont prédateurs et venimeux. Ils sont capables de « piquer » les humains et doivent donc être manipulés avec précaution, voire pas du tout.

## Description
La taille de la coquille varie entre 35 mm et 63 mm.

## Distribution
Cette espèce marine est présente au large du KwaZulu-Natal, en Afrique du Sud.

## Taxonomie

### Publication originale
L'espèce Conus natalaurantius a été décrite pour la première fois en 2013 par le malacologiste sud-africain Stephan G Veldsman dans « Malacologia Mostra Mondiale »,.

### Synonymes
- Conus (Darioconus) natalaurantius (S. G. Veldsman, 2013) · appellation alternative
- Darioconus natalaurantius S. G. Veldsman, 2013 · non accepté (combinaison originale)